# Тейлор, Энн Бонфой
Энн Бонфой Тейлор (англ. Ann Bonfoey Taylor; 3 декабря 1910, Ардмор, Пенсильвания, США — 28 октября 2007, Денвер, Колорадо, США) — американская лётчица, лётный инструктор и модельер.

## Ранние годы
Тейлор родилась в Ардморе, штат Пенсильвания, США, в богатой семье, владевшей фармацевтической компанией Putnam Dyes, также производящей красители. Она выросла в Куинси, штат Иллинойс, с тремя братьями. Когда ей было шесть лет, отец познакомил её с полётами на биплане с открытой кабиной, а когда ей было 12, он нанял инструктора, чтобы научить её летать.

## Взрослая жизнь
В 1928 году, когда Тейлор было 18 лет, она переехала в Вермонт, где занялась лыжным спортом и заняла место в олимпийской лыжной сборной США 1940 года. Летние Олимпийские игры 1940 были отменены из-за начала Второй мировой войны. Энн также играла в теннис и участвовала в Уимблдонском турнире в Англии.
В 1941 году Тейлор поступила в Вермонтский университет в качестве курсанта авиации и получила лицензию коммерческого лётного инструктора, а после того, как США были вовлечены в войну, она работала инструктором для пилотов армии и флота США. После войны Тейлор начала заниматься дизайном и производством лыжной одежды. Хотя изначально это была надомное производство, работающее в её собственном доме, она использовала свои связи в модных журналах и фотографии, а её проекты были представлены в журнале Harper’s Bazaar, что привело к значительному увеличению заказов. Вскоре она открыла магазин в Стоу, штат Вермонт, и магазины в Нью-Йорке, Bergdorf Goodman и Lord & Taylor продавали её продукцию. Тейлор закрыла бизнес через несколько лет, переехав в Техас по просьбе второго мужа.

### Личная жизнь
Тейлор была замужем дважды: сначала в 1928 году, в возрасте 18 лет, вышла за Джеймса Кука, от которого у неё было двое детей; и во-вторых, в 1947 году за Вернона Тейлора, от которого у неё родилось четверо детей.

### Память
В 2008 году вдовец Тейлор подарил свою коллекцию дневной и вечерней одежды от кутюр Художественному музею Финикса, а в 2013 году Художественный музей Джорджии организовал выставку из более чем 200 произведений. На выставке были представлены изделия ведущих дизайнеров, таких как Мариано Фортуни, Чарльз Джеймс, Джеймс Галанос, Кристобаль Баленсиага, Юбер де Живанши и Мадам Гре. Она также включала в себя некоторые из собственных дизайнов лыжной и спортивной одежды Тейлор, а также аксессуары от Hermès, Louis Vuitton, Gucci и Генри Максвелла.